# Sainte-Innocence
Sainte-Innocence is een plaats en voormalige gemeente in het Franse departement Dordogne (regio Nouvelle-Aquitaine) en telt 102 inwoners (2009). De plaats maakt deel uit van het arrondissement Bergerac. Sainte-Innocence is op 1 januari 2019 gefuseerd met de gemeenten Sainte-Eulalie-d'Eymet en Saint-Julien-d'Eymet tot de gemeente Saint-Julien-Innocence-Eulalie. 

## Geografie
De oppervlakte van Sainte-Innocence bedraagt 7,1 km², de bevolkingsdichtheid is dus 14,4 inwoners per km².
De onderstaande kaart toont de ligging van Sainte-Innocence met de belangrijkste infrastructuur en aangrenzende gemeenten.

## Demografie
Onderstaande figuur toont het verloop van het inwonertal.